# Marc Fenelus
Marco Fenelus est un footballeur international des Îles Turques-et-Caïques.

## Distinctions individuelles
En 2011 :
- Meilleur buteur du championnat des Îles Turques-et-Caïques (25 buts).
- Jeune joueur de l'année du championnat des Îles Turques-et-Caïques.
- Membre de l'équipe type de l'année du championnat des Îles Turques-et-Caïques.

En 2010 :
- Jeune joueur de l'année du championnat des Îles Turques-et-Caïques.
- Membre de l'équipe type de l'année du championnat des Îles Turques-et-Caïques.